# Błękitny ptak (film 1970)
Błękitny ptak (ros. Синяя птица) – radziecki średniometrażowy film animowany z 1970 roku w reżyserii Wasilija Liwanowa. Powstały na podstawie sztuki Maurice’a Maeterlincka pt. „Niebieski ptak”.

## Obsada (głosy)
- Lija Achiedżakowa jako chłopiec
- Ludmiła Gniłowa jako dziewczynka
- Władimir Kienigson jako bogacz
- Jurij Jakowlew jako dziadek
- Rina Zielona jako babcia
- Wasilij Liwanow jako pies/górnik

## Animatorzy
Boris Butakow, Siergiej Diożkin, Kiriłł Malantowicz, Giennadij Sokolski, Jana Wolska, Anatolij Abarienow, Jurin Kuziurin, Jurij Butyrin, Iosif Kurojan, Walentin Kusznieriow, Natalija Bogomołowa, Oleg Safronow, Wioletta Kolesnikowa